# Batería 4680
La batería 4680 es una batería desarrollada por Tesla desde 2019. Se trata de una celda cilíndrica de iones de litio con un diámetro de 46 mm y una longitud de 80 mm. Es mayor que la batería 2170 o la 18650 que Tesla utilizaba anteriormente.
Tiene una densidad energética significativamente mayor, ofrece propiedades superiores de generación y transferencia de calor en comparación con los diseños de celdas electroquímicas convencionales, menor resistencia interna, mayor rapidez de carga y una mayor resistencia a las deformaciones mecánicas. La batería 4680 puede realizar unos 1500 ciclos de carga y descarga y mantener la mayor parte de su capacidad original.
El 4 de noviembre de 2019 Tesla solicitó la patente titulada «Cell with a tabless electrode» (celda con un electrodo sin pestaña) y el 7 de mayo de 2020 se publicó como patente estadounidense.
En 2020 Tesla comenzó a fabricarla en su fábrica piloto de Kato Road, Fremont, California, Estados Unidos.
A finales de 2022 Tesla comenzó a fabricar baterías 4680 en Austin, Texas, y en Berlín, Alemania.

## Historia

Baterías Tesla 18650, 2170 y 4680

Camino de la corriente en una batería tradicional y en una 4680.

Tesla adquirió Grohmann Automation y aplicó su tecnología en las líneas de producción de baterías en la Gigafactoría 1 de Sparks, Nevada.
En febrero de 2019 Tesla compró la compañía de baterías Maxwell por más de 200 millones USD. La compañía era conocida por fabricar ultracondensadores, pero disponía de una tecnología de electrodos secos para usarlos en baterías de iones de litio.
En 2019 Tesla compró la empresa canadiense Hibar Systems especializada en la fabricación de precisión de baterías pequeñas mediante un sistema de inyección altamente mecanizado.
Entonces Tesla preveía una enorme demanda de baterías. El 21 de septiembre de 2020 Elon Musk tuiteó:

‘We intend to increase, not reduce battery cell purchases from Panasonic, LG & CATL (possibly other partners too). However, even with our cell suppliers going at maximum speed, we still foresee significant shortages in 2022 & beyond unless we also take action ourselves.‘
‘Pretendemos aumentar, no reducir, las compras de celdas de baterías de Panasonic, LG y CATL (posiblemente también de otros socios). Sin embargo, incluso con nuestros proveedores de celdas funcionando a máxima velocidad, aún prevemos una escasez significativa en 2022 y más allá, a menos que también tomemos medidas nosotros mismos.’
Elon Musk

El 22 de septiembre de 2020 Elon Musk tuiteó:

‘The extreme difficulty of scaling production of new technology is not well understood. It’s 1000% to 10,000% harder than making a few prototypes. The machine that makes the machine is vastly harder than the machine itself.‘
‘La extrema dificultad de escalar la producción de nueva tecnología no se comprende bien. Es 1000% a 10 000% más difícil que hacer algunos prototipos. La máquina que hace la máquina es mucho más difícil que la máquina misma.’
Elon Musk

En el Tesla Battery Day de 2020, Tesla anunció la batería 4680 como un nuevo formato que revolucionaría la industria reduciendo los costes en casi un 50%. Inició su producción en una línea piloto en Kato Road, Fremont, California, con una capacidad de producción anual futura de 10 GWh. Tesla pronosticó que las fábricas posteriores tendrían una capacidad de producción anual de unos 200 GWh o superior.

‘The vertical integration with the machine design teams at Grohmann, Hibar, and others allows us to really accomplish that because we don’t have any of these edge conditions between one piece of equipment and another. We can design the entire machine to be one machine and remove all these unnecessary steps.‘
‘La integración vertical con los equipos de diseño de máquinas en Grohmann, Hibar y otros nos permite realmente lograr eso porque no tenemos ninguna de estas condiciones de frontera entre una pieza de equipo y otra. Podemos diseñar toda la máquina para que sea una sola máquina y eliminar todos estos pasos innecesarios.’
Drew Baglino

En 2020 Elon Musk reiteró la necesidad de la integración vertical de Tesla:

‘Eventually, every car company will have long range electric cars. Eventually every company will have autonomy. But not every company will be great at manufacturing. Tesla will absolutely, head and shoulders, be above everyone else in manufacturing. That is our goal.‘
‘Eventualmente, todas las compañías de automóviles tendrán autos eléctricos de gran autonomía. Eventualmente, todas las empresas tendrán conducción autónoma. Pero no todas las empresas serán excelentes en la fabricación. Tesla absolutamente estará muy por encima de todos los demás en la fabricación. Ese es nuestro objetivo.’
Elon Musk

En la exposición de resultados del tercer trimestre de 2022 el CFO de Tesla, Zachary Kirkhorn afirmó que habían triplicado la fabricación de 4680 con respecto al segundo trimestre y estaban fabricando celdas suficientes para 1000 coches a la semana. Eso supondría una producción anualizada de 3 GWh.

El 25 de diciembre de 2022 Tesla anunció que había fabricado 868 000 celdas 4680 en una semana, suficientes para 1000 coches.

A finales de 2022 Tesla comenzó a fabricar baterías 4680 en Austin, Texas y en Berlín, Alemania y comenzó a instalarlas en algunos Tesla Model Y.

## Patente
El 4 de noviembre de 2019 Tesla solicitó la patente titulada «Cell with a tabless electrode» (celda con un electrodo sin pestaña) en la que se citaron como inventores a Kunio Tsuruta, Mikel Ehrlich Dermer y Rajeev Dhiman.
El 7 de mayo de 2020 se publicó como patente estadounidense US-20200144676-A1.
En la patente se menciona:

‘Many types of battery cells are currently used as energy sources in electric vehicles and energy-storage applications. Current cells use a jelly-roll design in which the cathode, anode, and separators are rolled together and have a cathode tab and an anode tab to connect to the positive and negative terminals of the cell can. The path of the current necessarily travels through these tabs to connectors on the outside of the battery cell. However, ohmic resistance is increased with distance when current must travel all the way along the cathode or anode to the tab and out of the cell. Furthermore, because the tabs are additional components, they increase costs and present manufacturing challenges.‘
‘Muchos tipos de celdas de batería se utilizan actualmente como fuentes de energía en vehículos eléctricos y aplicaciones de almacenamiento de energía. Las celdas actuales utilizan un diseño de rollo de gelatina en el que el cátodo, el ánodo y los separadores se enrollan juntos y tienen una pestaña de cátodo y una pestaña de ánodo para conectarse a los terminales positivo y negativo de la celda. El camino de la corriente viaja necesariamente a través de estas pestañas a los conectores en el exterior de la celda de la batería. Sin embargo, la resistencia óhmica aumenta con la distancia cuando la corriente debe viajar a lo largo del cátodo o el ánodo hasta la lengüeta y salir de la celda. Además, debido a que las lengüetas son componentes adicionales, aumentan los costos y presentan desafíos de fabricación.’

‘The electrical resistance of a given material is directly proportional to its length. In conventional electrochemical cell designs, the electrode tab contact is typically fixed at either the end or the middle of the wound electrode. In order to initiate an electrochemical reaction, current must thus travel length-wise down the electrode current collector to reach the active material where the charge-transfer reactions take place. The distance the current will travel will vary from one half the length of the wound electrode if the tab is affixed at the electrode’s midpoint, to the entire length of the electrode if the tab is affixed at either end. Embodiments within the present disclosure may provide a more uniform electrical contact between the electrode current collector and the interior can surface. The maximum distance current will travel is therefore the height of the electrode as opposed to its length. Depending on the cell form factor, the height of an electrode is typically 5% to 20% of its length. Therefore, the ohmic resistance in the negative electrode during electrochemical cycling can be reduced by 5 to 20 times via embodiments of the present disclosure.‘
‘La resistencia eléctrica de un material dado es directamente proporcional a su longitud. En los diseños de celdas electroquímicas convencionales, el contacto de la lengüeta del electrodo generalmente se fija en el extremo o en el medio del electrodo enrollado. Para iniciar una reacción electroquímica, la corriente debe viajar longitudinalmente por el colector de corriente del electrodo para llegar al material activo donde tienen lugar las reacciones de transferencia de carga. La distancia que recorrerá la corriente variará desde la mitad de la longitud del electrodo enrollado si la lengüeta se fija en el punto medio del electrodo, hasta la longitud total del electrodo si la lengüeta se fija en cualquiera de los extremos. Las realizaciones dentro de la presente descripción pueden proporcionar un contacto eléctrico más uniforme entre el colector de corriente del electrodo y la superficie interior de la lata. La distancia máxima que recorrerá la corriente es, por lo tanto, la altura del electrodo en oposición a su longitud. Según el factor de forma de la celda, la altura de un electrodo suele ser del 5 % al 20 % de su longitud. Por lo tanto, la resistencia óhmica en el electrodo negativo durante los ciclos electroquímicos se puede reducir de 5 a 20 veces mediante realizaciones de la presente divulgación.’

‘The presently disclosed embodiment also offers superior heat generation and transfer properties compared to conventional electrochemical cell designs. Ohmic heating (W), the process by which the passage of current through a medium generates heat is given by equation 2 below:
P≈I2 R

Due to the reduced electrical resistance R described previously, we can expect electrochemical cells of the present disclosure to generate significantly less ohmic heat compared to cells of conventional tab designs.‘
‘La realización descrita actualmente también ofrece propiedades superiores de generación y transferencia de calor en comparación con los diseños de celdas electroquímicas convencionales. Calentamiento óhmico (W), el proceso por el cual el paso de corriente a través de un medio genera calor viene dado por la ecuación 2 a continuación:
P≈I2 R
Debido a la resistencia eléctrica R reducida descrita anteriormente, podemos esperar que las celdas electroquímicas de la presente divulgación generen significativamente menos calor óhmico en comparación con las celdas de diseños de lengüeta convencionales.’

## Especificaciones
En el Tesla Battery Day del 22 de septiembre de 2020, Tesla anunció la batería 4680 con las siguientes características:
- Celda cilíndrica de iones de litio con un diámetro de 46 mm y una longitud de 80 mm.
- Elimina las pestañas o lengüetas. Esto quita el proceso de colocación de pestañas y reduce los defectos de fabricación. Los electrones circulan mejor que en las celdas 2170 porque tienen 5 veces menos camino que recorrer. Reduce la resistencia interna, que se traduce en menor generación de calor y posibilidad de cargar a mayor potencia (necesaria para cargar a 1 MW el Tesla Semi y el Tesla Cybertruck).
- Aumenta la densidad energética. Multiplica por 5 la energía almacenada.
- Mantiene las características térmicas de las baterías más pequeñas.
- Mejora la relación potencia/peso. Aumenta la potencia 6 veces para el mismo peso.
- Simplifica su fabricación.
- Reduce costes de forma significativa.
- Aumenta en un 16% la autonomía del vehículo con el mismo peso de baterías.
- Nuevo proceso para estabilizar la superficie del silicio con un recubrimiento de polímero conductor de iones elástico. Aumenta la autonomía un 20% adicional. Reduce un 5% el coste del paquete de baterías.
- Simplificación del proceso de producción de cátodos. Los cátodos de alto contenido en níquel eliminan la necesidad de incorporar cobalto, que presenta graves problemas en su minado, refinado y uso. Mejora el coste del cátodo en un 76% por kWh. El proceso tiene un consumo de agua neutro.

En un estudio independiente de unidades producidas en 2022 los parámetros analizados en la 4680 fueron:
- Diámetro: 46 mm
- Altura: 80 mm
- Volumen: 0.133 litros
- Envoltura de acero niquelado o inoxidable de 0.5 a 0.6 mm
- Voltaje nominal: 3.7 V
- Energía nominal: 86.5 Wh
- Peso: 0.355 kg
- Capacidad estimada: 26.5 Ah
- Capacidad: 23.35 Ah a 2.5 A descarga ~C/10
- Capacidad: 20 Ah a 25 A descarga ~1C
- Densidad energética por peso: 244 Wh/kg
- Densidad energética por volumen: 650 Wh/litro
- Cátodo: NMC811. Níquel: 81%, Cobalto: 12%, Manganeso: 7%.
- Grosor del cátodo: 85 µm
- Grosor del colector de aluminio del cátodo: 9 a 10 µm
- Grosor del disco final del cátodo: 400 µm
- Ánodo de carbón sin silicio
- Grosor del ánodo:~121 µm
- Grosor del colector de corriente de cobre: 6 a 8 µm
- Grosor del disco final del ánodo: 260 µm[1]

## Características
En cuanto a la longevidad, Maxwell indicó que su tecnología de baterías retenía el 90% de la capacidad tras 1500 ciclos de carga-descarga. Un usuario medio de un coche Tesla completa un ciclo en una semana, por lo que la batería podría usarse durante 30 años perdiendo un 10% y manteniendo un 90% de su capacidad original.

‘capacity retention for a set of five cells incorporating dry coated electrodes at 2C discharge is above 90%.‘
‘la retención de capacidad para un conjunto de cinco celdas que incorporan electrodos revestidos secos a una descarga de 2C es superior al 90%.’
Maxwell Technologies

Maxwell afirmó que su tecnología de electrodos permitía una densidad energética de más de 300 Wh/kg en 2019 y preveía un camino para llegar a 500 Wh/kg en el futuro.
El diseño sin pestaña permite que las celdas de mayor diámetro tengan unas características térmicas similares a las de menor diámetro. Éstas tienen dificultades para disipar el calor por las cargas a alta potencia. La 4680 se puede cargar a mayor potencia y por tanto más rápido. Esto es clave para los vehículos con baterías muy grandes como el Tesla Semi, Tesla Cybertruck (que cargan hasta 1 MW de potencia) o el Tesla Roadster.

‘Eliminating the tab on each cell removes the thermal problem from the equation and allows us to go to the absolute lowest cost form factor and the simplest manufacturing process‘
‘La eliminación de la pestaña en cada celda elimina el problema térmico de la ecuación y nos permite ir al factor de forma de costo más bajo absoluto y al proceso de fabricación más simple’.
 Drew Baglino

## Manufactura

Proceso de fabricación de una batería 4680.

La fabricación de las celdas de baterías como la 2170 usa el proceso de recubrimiento húmedo tradicional. Para el recubrimiento de los electrodos se mezclan los materiales con solventes tóxicos. Los electrodos una vez recubiertos se secan en unos enormes hornos, donde los solventes se evaporan, se recuperan, se tratan y se reciclan.
Con la nueva tecnología 4680 los electrodos se recubren con materiales diferentes que requieren mucho menos líquido y por tanto no precisan secarse en hornos, siendo el proceso más rápido y barato y menos perjudicial para el medio ambiente.
La fabricación con recubrimiento seco elimina muchas partes del proceso y podría bajar el coste del paquete de baterías de un Tesla Model Y hasta los 5000 o 5500 USD.
En febrero de 2019 Tesla compró la compañía de baterías Maxwell por más de 200 millones USD. La compañía era conocida por fabricar ultracondensadores, pero disponía de una tecnología de electrodos secos para usarlos en baterías de iones de litio. Maxwell describió su tecnología en el documento «Dry Electrode Coating Technology»:

‘Unlike conventional slurry cast wet coated electrode, Maxwell’s DBE offers significantly high loading and produces a thick electrode that allows for high energy density cells without compromising physical properties and electrochemical performance. Maxwell’s DBE exhibits better discharge rate capability than those of wet coated electrode. Maxwell has demonstrated scalability by producing robust self supporting dry coated electrode film in roll form with excellent long-term electrochemical cycle performance, and established large pouch cell prototypes in greater than 10Ah format.‘
‘A diferencia de los electrodos húmedos revestidos fundidos en suspensión convencionales, el DBE de Maxwell ofrece una carga significativamente alta y produce un electrodo grueso que permite celdas de alta densidad de energía sin comprometer las propiedades físicas y el rendimiento electroquímico. El DBE de Maxwell exhibe una mejor capacidad de tasa de descarga que los electrodos húmedos revestidos. Maxwell ha demostrado escalabilidad mediante la producción de una película autoportante robusta de electrodo seca recubierta en forma de rollo con un excelente rendimiento del ciclo electroquímico a largo plazo, y estableció prototipos de celdas de bolsa grande en un formato superior a 10 Ah.’

Maxwell convertía un polvo en una lámina de electrodo que se enrollaba para formar una celda.
Proceso de manufactura de la batería 4680:
1. Fabricar una bobina de banda de cátodo con aluminio dejándolo al descubierto en un borde.
2. Fabricar una bobina de banda de ánodo con cobre dejándolo al descubierto en un borde.
3. Cortar con láser los bordes de aluminio y cobre para formar las pestañas en las bandas de cátodo y ánodo.
4. Enrollar las bandas de ánodo, cátodo y separadores en un rollo.
5. Plegar las pestañas de cátodo y ánodo hacia el eje del rollo.
8. Soldar el disco de aluminio a las pestañas del cátodo.
9. Soldar el disco de cobre a las pestañas del ánodo.
10. Encajar el botón positivo a la lata con un anillo aislante. (Puede venir pre-ensamblado).
11. Meter el rollo en la lata y soldar el disco del cátodo al borne positivo a través del agujero del disco de cobre del ánodo.
12. Soldar el disco de aluminio del ánodo al interior de la lata.
13. Colocar un disco de cierre de la lata con un agujero en el centro.
14. Llenar la lata con electrolito a través del agujero central de la tapa de cierre de la lata.
15. Cerrar/soldar el agujero del disco de cierre de la lata.

## Costes

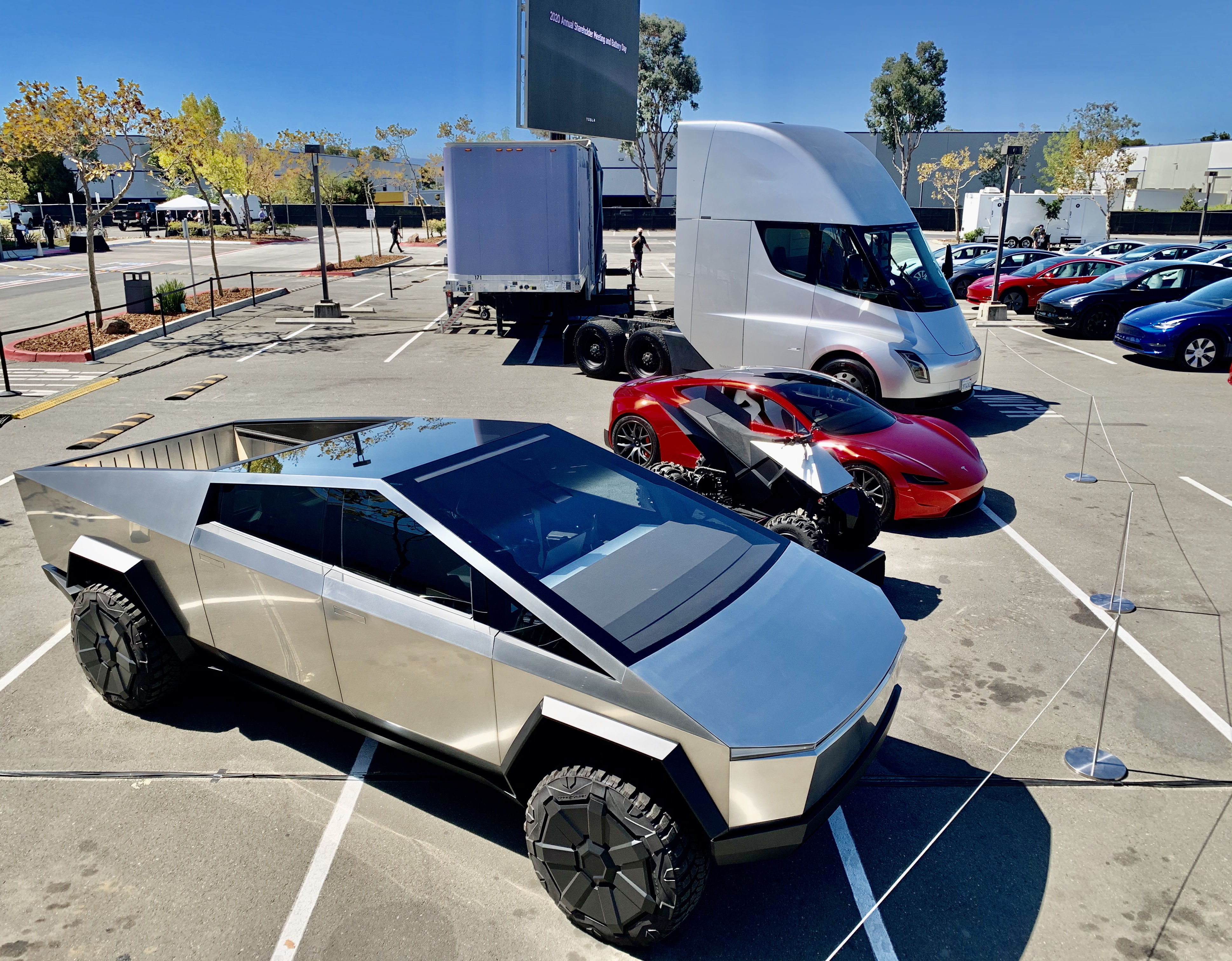
Tesla Cybertruck, Roadster y Semi

En el Tesla Battery Day del 22 de septiembre de 2020, Tesla anunció las mejoras de costes de la batería 4680:
- 14% de reducción por kWh debida a la nuevas dimensiones y geometría de la celda.

- 18% de reducción por kWh debida a la reducción de 10 veces en la dimensión de la fábrica y de 10 veces en el consumo energético. El proceso propietario de Maxwell Technologies presiona el polvo de batería en una película que se enrolla para fabricar la celda.

- 5% de reducción por kWh por el aumento de silicio en las celdas.

- 12% de reducción por kWh debido a las mejoras en el cátodo.

- 7% de reducción por kWh en el coste del paquete de baterías como resultado del diseño de batería estructural en el vehículo.

- 56% de reducción por kWh acumulando todos los ahorros.[3]

La batería 4680 tiene 5.5 veces el volumen de una 2170.
Con las baterías 2170 un Tesla Model Y necesitaba 4400 celdas, y cada celda tenía 4 soldaduras. Con las baterías 4680 necesitaba 830 celdas y cada una solo precisaba 2 puntos de soldadura. Por tanto, los puntos de soldadura pasaban de 17 600 a 1660 con unos ahorros de costes muy significativos. El uso de las baterías en un paquete estructural rebajaría el peso en unos 25 kilos por paquete.
En 2020 Elon Musk afirmó que la 4680 afectaría a la producción a largo plazo de los vehículos Tesla, especialmente Semi, Cybertruck y Roadster.